# Alphainfluenzavirus
Cet article court présente un sujet plus développé dans : virus de la grippe A.
Genre
Espèces de rang inférieur
- Virus de la grippe A

Alphainfluenzavirus est un genre de virus à ARN monocaténaire de polarité négative de la famille des Orthomyxoviridae. Ce genre contient une seule espèce de virus répertoriée : le virus de la grippe A, responsable de la grippe aviaire.